# اوزی دایان
اوزی دایان (انگلیسی: Uzi Dayan؛ زادهٔ ۴ ژانویهٔ ۱۹۴۸) سیاست‌مدار و سرلشکر بازنشسته نیروهای دفاعی اسرائیل است، که در فاصله سال‌های ۱۹۹۸ تا ۲۰۰۰ به‌عنوان جانشین رئیس ستاد کل نیروهای دفاعی اسرائیل فعالیت می‌کرد.
دایان فعالیت نظامی را از سال ۱۹۶۶ در نیروی زمینی اسرائیل آغاز کرد، از ۱۹۹۳ تا ۱۹۹۶ فرمانده سایرت متکل بود، در فاصله سال‌های ۱۹۹۶ تا ۱۹۹۸ فرماندهی مرکزی اسرائیل را برعهده داشت و از ۲۰۰۰ تا ۲۰۰۲ به‌عنوان دومین مشاور امنیت ملی اسرائیل فعالیت می‌کرد. وی از ۲۰۱۹ تا ۲۰۲۱ عضو کنست بود.